# Ernst Metz
Pour les articles homonymes, voir Metz (homonymie).
Ernst Christopher Metz, né le 23 février 1892 à Cassel dans le land de Hesse, et mort le 25 décembre 1973 à Eschwege, est un peintre et graphiste allemand, réputé surtout pour ses représentations historiques de vues de villes allemandes, dans le style du védutisme.

## Biographie
Ernst Metz commence des études de peinture à l'académie royale des arts de Cassel, maintenant École des beaux-arts de Cassel en 1910. En 1913, il les interrompt pour effectuer son service militaire dans le 16e régiment d'infanterie royal bavarois (de) de l'Armée bavaroise à Passau, puis il fait la première Guerre mondiale dès le début. Il est blessé et obtient, en juin 1918, un diplôme de professeur de dessin « avec félicitations ».
À partir de 1919, et jusqu'à sa mort 54 années plus tard, Ernst Metz vit et travaille dans la ville de Eschwege, dans le district Werra-Meißner-Kreis du Land de Hesse. En mai 1919, il est nommé professeur de dessin au lycée (Realgymnasium) Friedrich-Wilhelm-Schule de Eschwege. Depuis avril 1918, il est marié à Erika Bornemann, également professeur de dessin. Ils ont deux fils. Après la mort de sa femme en 1941, il se remarie en 1943.
Pendant la seconde Guerre mondiale son service d'enseignement est interrompu, du début de la guerre jusqu'en 1943; il est alors directeur du service de recensement d'Eschwege. Après la guerre, atteint d'une maladie cardiaque, il bénéficie d'une mise à la retraite anticipée.

## Œuvre

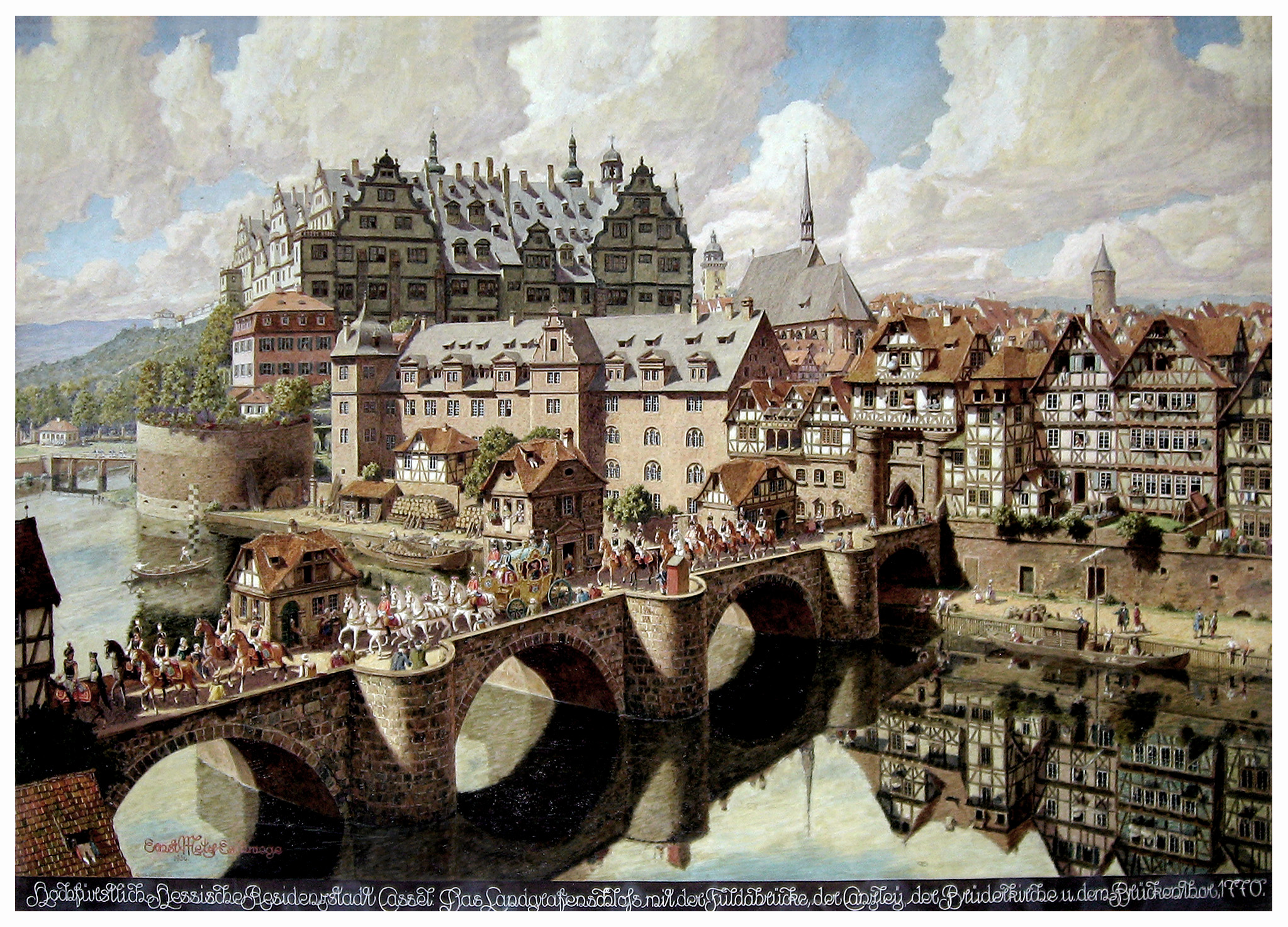
Cassel : château et pont sur la Fulda, vers 1770.

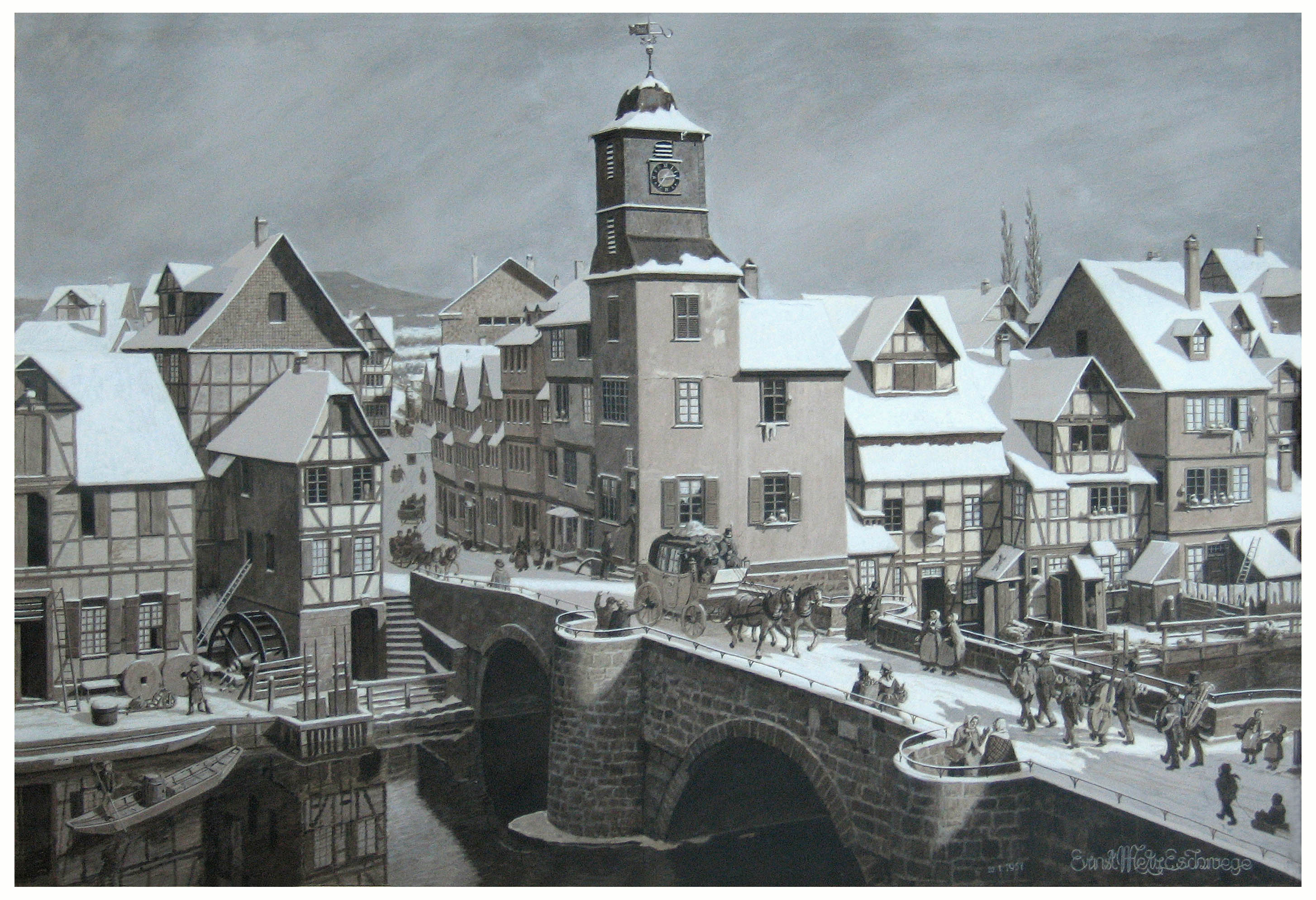
Eschwege vers 1850.

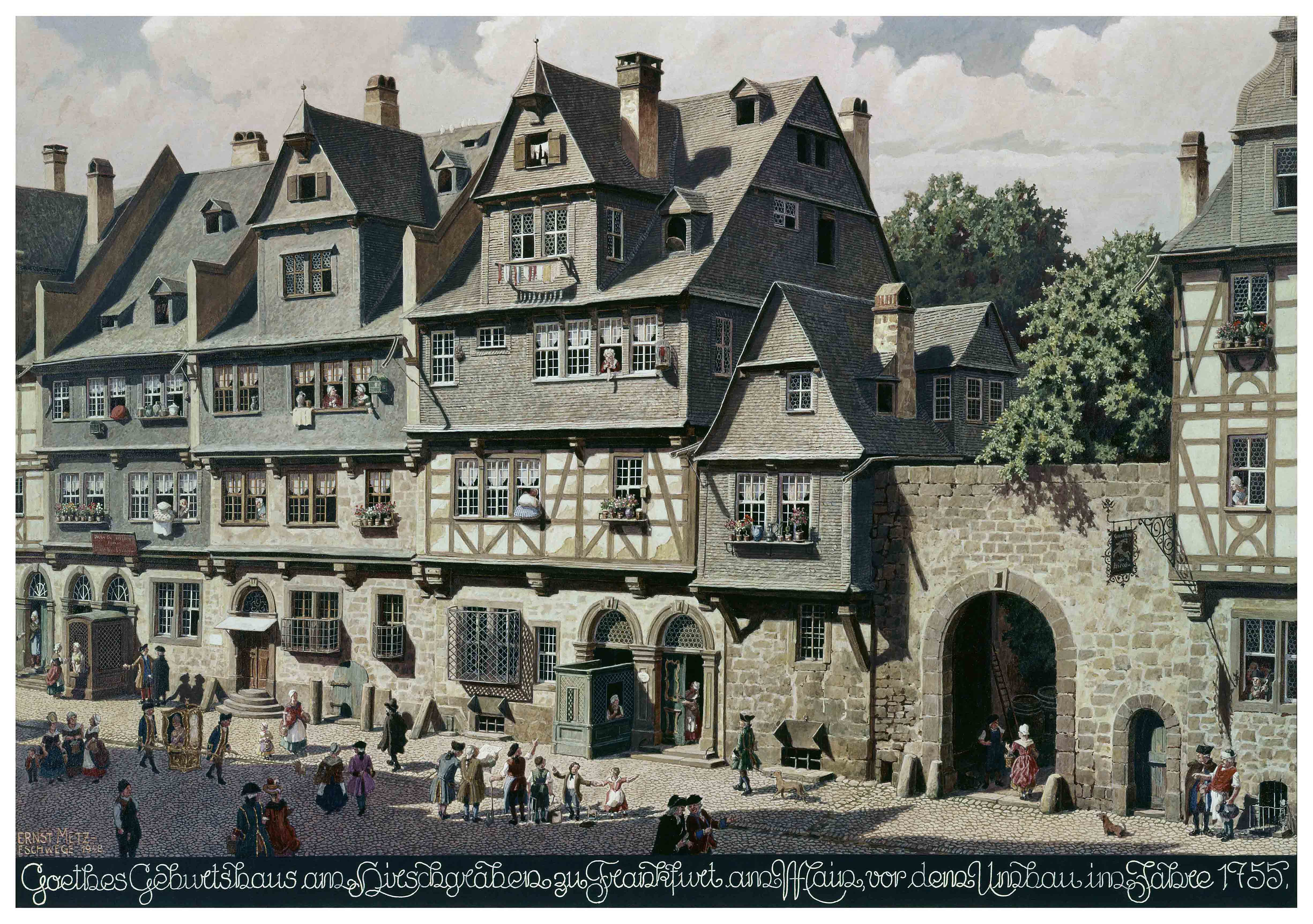
Maison de Goethe, à Francfort, avant 1755.

L'œuvre de Metz est difficile à classer. Il est certainement fortement influencé à ses débuts par les peintures largement répandues de Otto Ubbelohde, un oncle de sa femme Erika, qui s'est fait connaître par ses illustrations des contes des Frères Grimm. Par ailleurs, il subit clairement l'influence du peintre Paul Hey de Gauting, peintre très prolifique dans l'illustration de livres et comme auteur d'innombrables cartes postales et d'images de collections. Toutefois Metz ne connaissait les deux artistes que superficiellement et n'avait pas l’occasion de travailler avec eux.
Ses œuvres à partir de 1919 consistent principalement en dessins à la plume, réunis en des recueils ou illustrations de livres. En plus de dessins, Metz réalise des gravures à l'eau-forte ou sur bois, des aquarelles et peintures à l'huile. Des cartes postales, billets de banque dits billets de nécessité (« Notgeld »), diverses œuvres graphiques publicitaires, des créations d'actes notariés calligraphiés et de blasons complètent le répertoire de ses travaux.
En 1926 et 1927, une série de douze dessins à la plume intitulée Das Biedermeier-Kassel ca.1825-1838  (Le Cassel du temps de Biedermeier, vers 1825-1838) voit le jour. C'est la première fois que Metz retourne dans le passé, d'une centaine d'années, et représente des bâtiments qui avaient en partie disparu depuis longtemps, et les peuple de personnages de cette époque. Avec cette série, Metz avait trouvé son domaine d'activité qu'il a poursuivi et développé ensuite.
Sa technique de peinture utilise principalement la gouache. Ses objets, des bâtiments ou ensembles pittoresques, principalement de la région de Hesse, sont représentés comme ils étaient à une époque précise, principalement au XIXe siècle, mais aussi au XVIIe ou XVIIIe siècle. Il crée ainsi des scènes animées du passé, des reconstructions riches en détails précis et qui ne se veulent pas des peintures d'histoire. Sa série Hessischen Uniformbilder der Biedermeierzeit (images d'uniformes de Hesse du temps des Biedermeier) est considérée comme étant une petite histoire militaire de la Hesse.
Pendant sa période d'activité créatrice, d'une durée de 54 ans depuis 1919, Metz peint à la gouache environ 120 tableaux de la ville de Cassel, 150 tableaux de Eschwege et autant de tableaux ayant pour thèmes d'autres villes et villages du Land de Hesse. S'y ajoutent environ 80 tableaux d'uniformes, 30 peintures à l'huile, plus de 50 gravures sur bois et à l'eau forte, et environ 150 dessins à la plume.
Une partie importante des tableaux de Metz sont dans des collections privées, d'autant plus qu'il s'agit de commandes pour certains. La ville d'Eschwege possède 46 peintures originales, dont 24 images d'uniformes. Le musée municipal de Cassel a 29 œuvres, dont certains sont en dépôt permanent. Le musée municipal de Bad Hersfeld a commandé une série de 24 feuillets qui représentent l'histoire militaire de la ville.

## Accueil
Expositions
Une grande exposition, avec environ 180 œuvres, a eu lieu à l'occasion du 80e anniversaire de Ernst Metz, du 28 novembre au 12 décembre 1971, dans la salle municipale d'Eschwege.
Plusieurs exposition posthumes ont été organisées, parmi lesquelles une au palais Bellevue de Cassel en 1974, une autre en 1992 au Landgrafenschloss d'Eschwege, et plusieurs a musée municipal de Cassel.
Distinctions
La ville d'Eschwege a donné le nom d'Ernst Metz à une rue en 1962. Pour son 80e anniversaire, Ernst Metz a reçu la médaille de la ville de Cassel. Dans la série des timbres de 2001, un timbre ayant pour thème le Zweiburgenblick im Werratal (de) est émis sur la base d'un tableau historique d'Ernst Metz.
Catalogue
Ernst Metz n'a pas tenu de répertoire de ses travaux. Ce n'est que vingt ans après sa mort que son fils Harald Metz a commencé à répertorier l'œuvre. En 1999, un catalogue abrégé est paru dans le volume Historische Ansichten aus alten deutschen Städten (Vues historiques d'anciennes villes allemandes).

## Recueils
- Ernst Metz, Durchs Werratal, Eschwege, Otto Vollprecht, 1919.10 dessins à la plume,  4 pages de texte d'accompagnement de Wilhelm Ulrich.
- Wilhelm Ulrich, Das Werratal, Wanderbuch durch die Werralandschaft vom Thüringer Walde bis Münden, Eschwege, Otto Vollprecht, 1920.Avec 25 dessins à la plume de Ernst Metz. 2e édition 1921.
- Ernst Metz, Alt-Cassel, Federzeichnungen, Melsungen, A. Bernecker, 1922.16 tableaux, 2 p. de texte de Paul Heidelbach, en deux cahiers. Réimpression en un seul volume, Bremer Druck, Cassel, 1973.
- Ernst Metz, Eschwege, Eschwege, Joh. Braun, 1925.12 dessins à la plume avec 5 pages de texte de Wilhelm Ulrich, réimpression Hessenland-Verlag, Wanfried, 1972.
- Ernst Metz, Alt-Eschwege in Bildern von Ernst Metz, Eschwege, Dieter Vollprecht, 1957.7 tableaux, 3 pages de texte de Hanno Beck.
- Ernst Metz, Hochfürstlich Hessische Residenzstadt Cassel, Cassel, Friedrich Lometsch-Verlag, 1961.20 tableaux, 56 pages de notes  historiques du peintre, introduction de Leopold Biermer.
- Ernst Metz, Bilder aus einer alten Stadt, Eschwege an der Werra, Eschwege, A. Roßbach, 1962.32 tableaux, 56 pages de notes  historiques du peintre, préface de Eva-Maria Thom. Édition anglaise : Images of an Old Town.
- Ernst Metz, Hessische Uniformbilder der Biedermeierzeit 1825-45, Cassel, Friedrich Lometsch-Verlag, 1964.12 tableaux, 5 pages d'introduction et 81 pages de notes explicatives  de Ernst Metz.
- Ernst Christopher Metz, Bilder einer alten Stadt, Eschwege, Rotaro A. Roßbach, 1973.18 tableaux, 22 pages de notes du peintre, hommages de  Robert Kleinert et Dieter E. Kesper.
- Ernst Christopher Metz, Bilder aus Kassel, Kulturgeschichtliche Dokumentationen, Cassel, Friedrich Lometsch-Verlag, 1974.8 tableaux.
- Ernst Christopher Metz, Alt-Melsungen, Melsungen, A. Bernecker, 1975.8 tableaux.
- Ernst Christopher Metz, Stadt und Land im Zauber der Vergangenheit, Munich et Gütersloh, Winkler-Verlag et Bertelsmann, 1976.48 tableaux, 4 pages d'introduction, avec :  Rolf Hochhuth, Rettende Bilder, 24 pages et 11 illustrations.
- Ernst Christopher Metz, Residenzstadt Cassel, Cassel, Friedrich Lometsch-Verlag, 1980.27 tableaux, 52 pages de texte, introduction de Gerhard Seib et Angelika Nold.
- Ernst Christopher Metz, Romantik im Werratal, Eschwege, A. Roßbach, 1986.9 tableaux, préface de Friedel Metz.

## Littérature sur Ernst Metz
- Catalogue, Ernst-Metz-Ausstellung vom 28.November bis 12.Dezember 1971, préface de Gerhard Seib, Stadthalle Eschwege, 1971, 20 p..
- Rolf Hochhuth, « Rettende Bilder », dans Ernst Christopher Metz, Stadt und Land im Zauber der Vergangenheit, Munich et Gütersloh, Winkler-Verlag et Bertelsmann, 1976, 20 p..
- Erich Hildebrand, « Ernst Christopher Metz », dans Land an Werra und Meißner, Historische Gesellschaft des Werralandes, 1983, p. 162-163.
- Carl Bantzer, « Ernst Christopher Metz », dans Angelika Baeumerth (éditrice), Hessen in der deutschen Malerei, Marburg, Hitzeroth, 1993, p. 194-195.
- Harald Metz, Historische Ansichten aus alten deutschen Städten, Ernst Metz (1892-1973) Maler - Historiker - Poet, Eschwege et Weimar, Keitz u. Fischer Druck GmbH  et Weimardruck GmbH, 1999, 20 p.Édition cartonnée parue en même temps sous le titre Ernst Metz (1892-1973) Maler - Historiker - Poet, cahier n° 13 de la Schriftenreihe der Sparkasse Werra-Meißner.
- Paul Schmaling, Künstlerlexikon Hessen-Kassel 1777-200l, Cassel, Jenior, 2001, p. 391-392.
- Harald Metz, « Ernst Metz und Spangenberg », dans Festschrift 700 Jahre Stadtrechte Spangenberg, Stadt Spangenberg, 2009, p. 95-99